# Кастелнуово (Перуђа)
Кастелнуово је насеље у Италији у округу Перуђа, региону Умбрија.
Према процени из 2011. у насељу је живело 791 становника. Насеље се налази на надморској висини од 194 м.